# Gouvernement Pellegrini
République slovaque
Fico III Matovič
Le gouvernement Pellegrini (en slovaque : Vláda Petra Pellegriniho) est le gouvernement de la République slovaque entre le 22 mars 2018 et le 21 mars 2020, durant la septième législature du Conseil national.

## Historique du mandat
Dirigé par le nouveau président du gouvernement social-démocrate Peter Pellegrini, précédemment vice-président du gouvernement pour les Investissements, ce gouvernement est constitué et soutenu par une coalition entre SMER – social-démocratie (SMER-SD), le Parti national slovaque (SNS) et Most-Híd. Ensemble, ils disposent de 79 députés sur 150, soit 52,7 % des sièges du Conseil national.
Il est formé à la suite de la démission de Robert Fico, au pouvoir depuis 2012.
Il succède donc au gouvernement Fico III, constitué et soutenu par une coalition identique et dont faisait initialement partie SIEŤ, désormais marginal.

### Formation
À la fin du mois de février 2018, le journaliste d'investigation Ján Kuciak et sa compagne Martina Kušnírová sont assassinés. Il enquêtait sur des liens entre la mafia calabraise 'Ndrangheta et des personnalités proches du pouvoir et était connu pour mettre en lumière des affaires de corruption visant des hommes d'affaires ayant des liens avec le monde politique slovaque.
Ce double meurtre déclenche les plus importants manifestations dans le pays depuis la révolution de Velours, presque 30 ans auparavant. Les manifestants reçoivent le soutien du président de la République Andrej Kiska, issu de la société civile et élu chef de l'État contre Fico en 2014. Le chef du gouvernement finit par remettre sa démission le 15 mars et la SMER-SD propose Pellegrini pour lui succéder.
Le 20 mars, le président Andrej Kiska annonce qu'il refuse de nommer le gouvernement tel qu'il lui est présenté. Le chef de l'État donne à Peter Pellegrini jusqu'au 23 mars pour lui présenter de nouveaux noms. Le 21 mars, celui-ci accepte une deuxième liste et annonce la nomination de Pellegrini pour le lendemain. Il reçoit un vote de confiance le 26 mars 2018.

### Succession
Le 4 mars 2020, à la suite des élections législatives slovaques de 2020, la présidente de la République, Zuzana Čaputová, confie à Igor Matovič la tache de former un nouveau gouvernement. La liste des ministres du nouveau cabinet est dévoilée le 18 mars, trois jours avant son assermentation.

## Composition
- Les nouveaux ministres sont indiqués en gras, ceux ayant changé d'attributions en italique.

| Portefeuille                                                              | Nom | Nom                                                                                                   | Parti    |
| ------------------------------------------------------------------------- | --- | --- | -------- |
| Président du gouvernement                                                 |     | Peter Pellegrini                                                                                      | SMER-SD  |
| Vice-président du gouvernement Chargé des Investissements et du Numérique |     | Richard Raši                                                                                          | SMER-SD  |
| Ministre de l'Intérieur                                                   |     | Tomáš Drucker (jusqu'au 17/04/2018)                                                                   | Sans     |
| Ministre de l'Intérieur                                                   |     | Peter Pellegrini a.i. Denisa Saková (à partir du 26/04/2018)                                          | SMER-SD  |
| Ministre de la Justice                                                    |     | Gábor Gál                                                                                             | Most-Híd |
| Ministre des Finances                                                     |     | Peter Kažimír (jusqu'au 11/04/2019) Peter Pellegrini a.i. Ladislav Kamenický (à partir du 07/05/2019) | SMER-SD  |
| Ministre des Affaires étrangères et européennes                           |     | Miroslav Lajčák                                                                                       | Sans     |
| Ministre de l'Économie                                                    |     | Peter Žiga                                                                                            | SMER-SD  |
| Ministre des Transports, des Travaux publics et du Développement régional |     | Árpád Érsek                                                                                           | Most-Híd |
| Ministre de l'Agriculture et du Développement rural                       |     | Gabriela Matečná                                                                                      | Sans     |
| Ministre de la Défense                                                    |     | Peter Gajdoš                                                                                          | Sans     |
| Ministre du Travail, des Affaires sociales et de la Famille               |     | Ján Richter                                                                                           | SMER-SD  |
| Ministre de l'Environnement                                               |     | László Sólymos                                                                                        | Most-Híd |
| Ministre de l'Éducation, de la Science, de la Recherche et des Sports     |     | Martina Lubyová                                                                                       | Sans     |
| Ministre de la Culture                                                    |     | Ľubica Laššáková                                                                                      | SMER-SD  |
| Ministre de la Santé                                                      |     | Andrea Kalavská (jusqu'au 17/12/2019)                                                                 | Sans     |
| Ministre de la Santé                                                      |     | Peter Pellegrini a.i.                                                                                 | SMER-SD  |